# Filière (polymères)
Pour les articles homonymes, voir Filière.

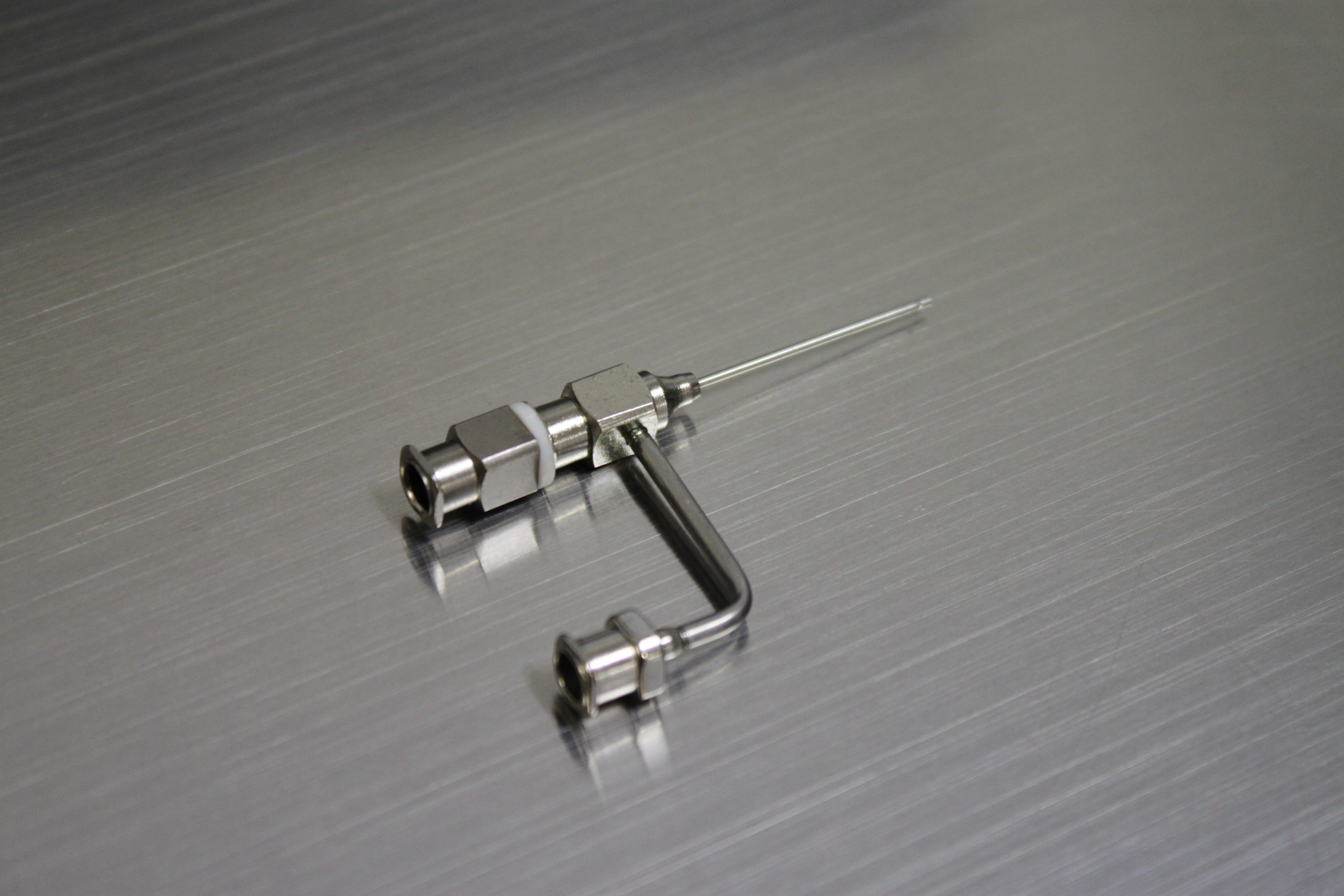
Une filière coaxiale en acier inoxydable manufacturée par Ramé–Hart Instrument co., Succasunna (en).

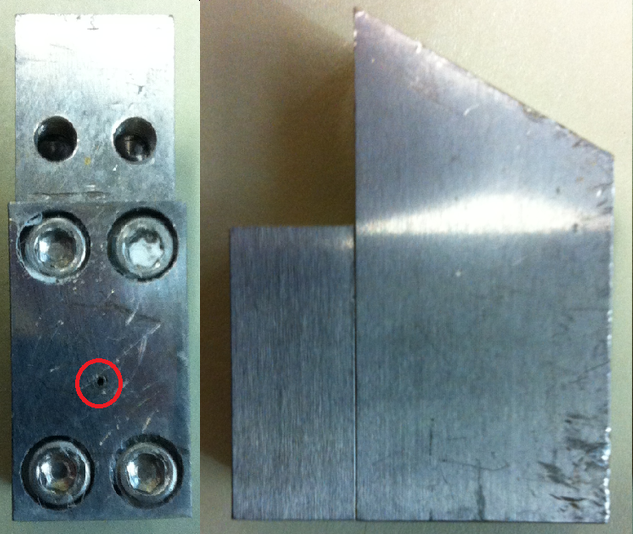
Une filière pour fibres creuses, avec la sortie du polymère entourée en rouge.

Une filière est un outil utilisé pour l'extrusion d'une solution de polymère ou de polymères fondus lors de l'électrofilage (electrospinning) de fibres. 

## Fonctionnement
Un flux de polymère visqueux est émis à la sortie de la filière dans de l'air ou un liquide, ce qui cause une inversion de phase qui permet au polymère de se solidifier. Les chaînes de polymère ont tendance à s'aligner dans la fibre en raison de leur viscosité. Le processus de transition liquide-fibre est similaire au processus de production de la barbe à papa. Ce processus de production de fibre est généralement appelé « filature » ou spinning. Selon le type de filière utilisée, les fibres peuvent être solides ou creuses. Les filières sont principalement utilisées pour l'électrofilage et l'électronébulisation (electrospraying). Elles sont parfois appelées « aiguilles coaxiales » ou « émetteurs coaxiaux ».
Les filières sont généralement composées de métaux aux points de fusion trop bas pour pouvoir résister aux températures utilisées dans l'industrie métallurgique et ne sont donc pas utilisées pour la fabrication de métaux de construction.

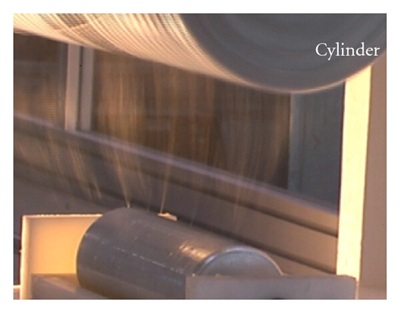
Electrofilage d'alcool polyvinylique à travers des filières cylindriques de 80 mm

Les filières à aiguilles utilisées utilisées en électrofilage conventionnel produisent des nanofibres à un taux de production très faible. Des études ont montré le potentiel de l'électrofilage sans aiguille récemment apparu comme une méthode de production à grande échelle. Ces filières influencent le processus d'électrofilage, la qualité des nanofibres et la productivité. On distingue deux catégories : les filières rotatives et les filières stationnaires. Les filières rotatives (e.g. cylindres, disques, bobines) introduisent une vibration mécanique pour aider à initier les jets, tandis que les filières stationnaires utilisent des forces auxiliaires comme un champ magnétique, la gravité ou des bulles de gaz pour démarrer le processus d'électrofilage.